# Biblioteca Județeană „A.D. Xenopol” din Arad

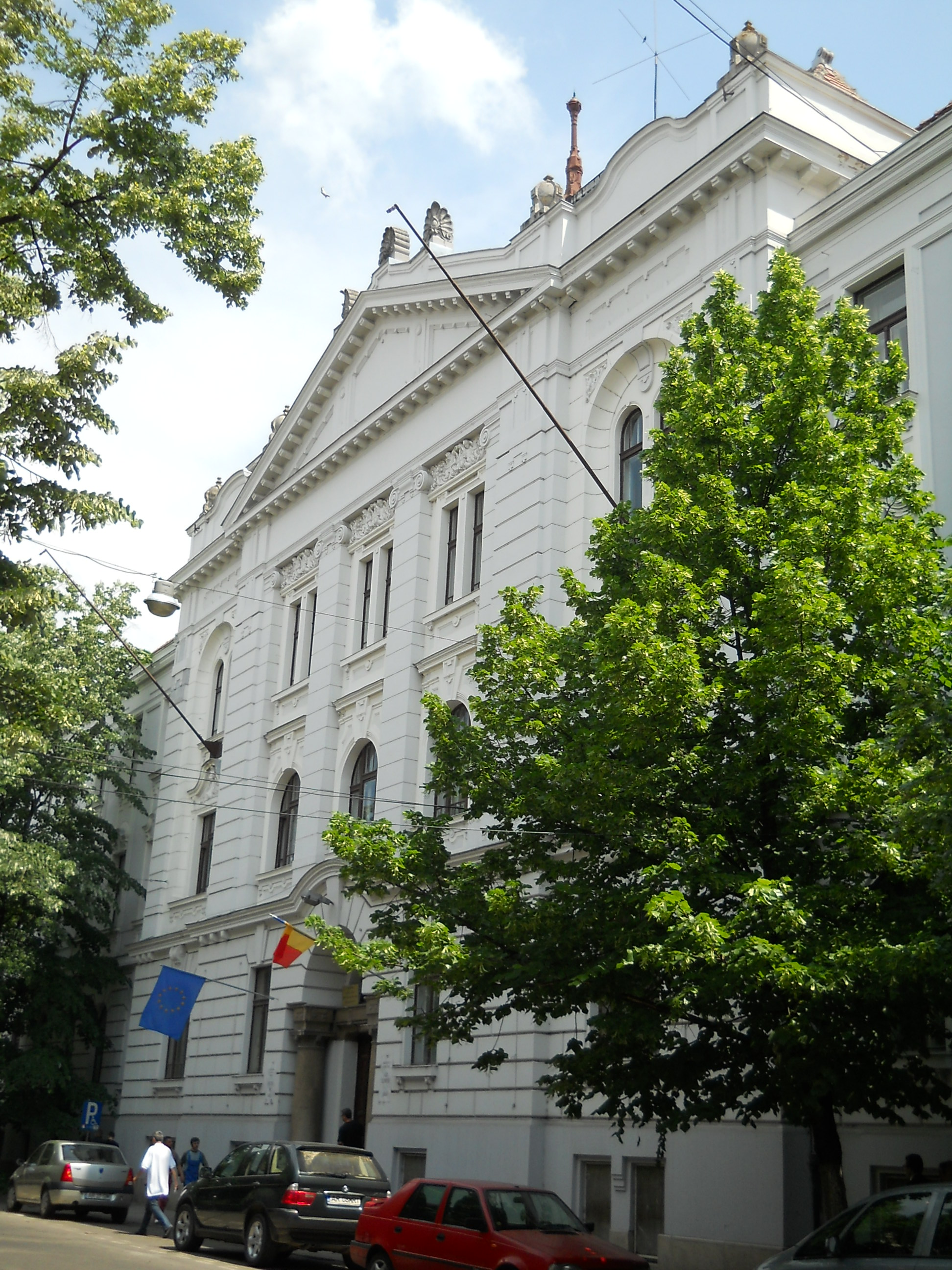
Biblioteca Judeţeană „A.D. Xenopol” Arad

Biblioteca Județeană „A.D. Xenopol” este o bibliotecă publică cu 5 filiale cu sediul în municipiul  Arad, cu un fond de carte de aproximativ 500.000 de unități bibliografice. 

## Istoric
Prima bibliotecă publică arădeană se deschide în anul 1913, odată cu darea în folosință a Palatului Cultural, care preia fondul Asociației Culturale "Kölcsey" fondată în 1881. După 1 decembrie 1918, numărul volumelor din colecția bibliotecii crește mereu datorită donațiilor făcute de importanți oameni de cultură ai țării, precum și de instituții centrale și locale. În 1995 Biblioteca primește numele pe care îl poartă astăzi, Biblioteca Județeană "A.D. Xenopol" Arad. La 4 aprilie 1995 au fost sărbătorite, pentru prima dată la Arad, Zilele Bibliotecii "A.D. Xenopol". Azi fondul de carte al Bibliotecii Județene "A.D. Xenopol" însumează aproximativ 500.000 U.B. Fondul de carte de patrimoniu cuprinde aproape 22.000 de volume (în limbile latină, maghiară, franceză, germană, română, italiană, engleză, greacă, ebraică), 646 de manuscrise și 23 de incunabule.

## Donația lui A.D. Xenopol
În anul 1921 au fost donate peste 2000 de volume din biblioteca personală a istoricului Alexandru D. Xenopol de către soția acestuia, Riria Xenopol și de asemenea fondul de carte se îmbogățește cu colecțiile provenite de la: Vasile Goldiș, Iosif Moldovan, Coriolan Petranu, din colecția Orczy-Vásárhely și a bibliotecii călugărilor minoriți. După două schimbări de sediu, începând cu anul 1984, biblioteca se stabilește în actuala clădire de pe strada Gh. Popa de Teiuș, la numărul 2 – 4. Construcția în stil eclectic, cu elemente decorative interioare sécession, datează de la începutul secolului al XX-lea.